# Spring Valley (Kalifornija)
Spring Valley je naseljeno područje za statističke svrhe u američkoj saveznoj državi Kalifornija. Prema popisu stanovništva iz 2010. u njemu je živjelo 845 stanovnika.